# Smithsonius dorothea
Smithsonius dorothea is een mosdiertjessoort uit de familie van de Tessaradomidae . De wetenschappelijke naam van de soort is, als Striatodoma dorothea, voor het eerst geldig gepubliceerd in 1999 door Winston & Beaulieu.